# Selorejo (Girimarto)
Selorejo is een bestuurslaag in het regentschap Wonogiri van de provincie Midden-Java, Indonesië. Selorejo telt 2637 inwoners (volkstelling 2010).